# 安条克四世
安條克四世（神顯者）或譯安提約古四世（約前215年—前164年），是塞琉古帝國国王（前175年—前164年在位）。他是安条克三世第三子，原名米特里達梯，登基後改名為安條克。
安條克四世任內最著名的兩件事分别是：他差點征服埃及，卻在羅馬共和國干涉下不得不撤退，此事亦是西方諺語“在沙地劃下底線”（Line in the sand）的典故；另外，安條克四世對猶太人推行希臘化政策，導致後來馬加比起義。
安條克是首任在錢幣上使用神性稱號（divine epithets）的塞琉古國王，这或许是仿效早先希臘-巴克特里亞王國希臘化君主推行的类似政策，也可能是受到其父安條克三世已在帝國境內所建立的統治者崇拜的鼓舞。安條克四世的稱號包含Θεὸς Ἐπιφανής（「顯現的神」）及擊敗埃及後的稱號Νικηφόρος（「勝利擁有者」）。另外，安條克也試圖展現他親民的風格，并积极與民眾接觸：他曾出現在公眾澡堂，亦曾尝試擔任新創的市政官。這些舉動讓他的臣民難以適應，甚至覺得相當古怪，又因安條克時有任性行為，因而也有厭惡他的人把他的稱號Επιφανης改念成Επιμανης（「瘋子」）。

## 奪得權位
作為安條克三世之子、塞琉古國王位繼承人選之一，原名米特里達梯的安條克在前188年阿帕米亞和約簽訂後被送往羅馬共和國擔任人質。隨後他的兄長塞琉古四世於前187年登上王位，米特里達梯仍留在羅馬，直到塞琉古四世長子德米特里前來羅馬接替為人質。之後，米特里達梯並沒有直接返回國內，而是停留在雅典求學。前175年，大臣赫利奧多羅斯謀害了塞琉古四世，并立還是幼兒的塞琉古四世次子安條克為王。而米特里達梯立即趁著王位正統繼承人德米特里遠在羅馬之刻，透過帕加馬王國國王歐邁尼斯二世幫助回到國內。他除去赫利奧多羅斯，並與幼兒的安條克一同舉為國王，並改名為安條克四世。幾年後，安條克四世在自己兒子安條克出生后，便殺了年幼的共治王。

## 第六次敘利亞戰爭
前170年，埃及托勒密六世的兩位攝政為了贏得聲望，準備對塞琉古帝國發動戰爭，奪回柯里敘利亞的失土。而安條克四世秘密備戰，並發動一次先制突擊，在培琉喜阿姆戰役徹底擊敗托勒密的大軍，隨後在前169年入侵埃及，奪下尼羅河三角洲大部份城鎮，並以艦隊封鎖托勒密首都亞歷山卓。然而隨著雙方和談破局，托勒密六世被亞歷山卓臣民廢逐，改舉弟弟托勒密八世繼續戰爭。於是安條克改以托勒密六世為名，意圖扶持他為傀儡王。是年冬，正當安條克四世準備率軍返回敘利亞時，傳來後方耶路撒冷發生暴動的消息，于是他把托勒密六世留在孟斐斯，有意讓埃及局勢演變成托勒密內戰。

### 洗劫耶路撒冷
前169年，當安條克準備結束第一次征服埃及行動时，流亡的前任耶路撒冷大祭司伊阿宋因聽到安條克四世已死的流言，便聚起1000名士兵突襲耶路撒冷，並把安條克任命的大祭司墨涅拉俄斯圍困在要塞中。然而伊阿宋並沒有控制全城，城中民眾发动叛亂反抗他的統治，并把希臘化派的伊阿宋逐出。安條克闻讯立即率領大軍鎮壓叛亂，攻陷耶路撒冷，處死許多猶太人，並恢復了墨涅拉俄斯的職位。
|                    | 王一聽到這些消息，以為是猶太人起來叛亂，一時咆哮如野獸，當下離開埃及，帶領大軍佔領了聖城；命軍隊逢人便殺，毫不留情；凡上到屋頂的，也都要搜殺淨盡；於是殘殺老幼，滅絕婦孺，屠殺處女嬰兒。三日之內，殺害了八萬人，四萬喪身刀下，其餘的被賣為奴。 |
| ——瑪加伯下 5:11–14 | |

### 厄琉息斯之日
在安條克離開埃及後，雖然埃及兩位托勒密王爆發些許小衝突，但兄弟倆最終和解，同意一同對抗安條克四世。前168年，安條克派艦隊攻下賽普勒斯，並率領一支大軍再度入侵埃及。這次安條克決定自己統治這個國度，于是他再度攻下下埃及大部份地區，並在孟斐斯加冕為法老。隨後安條克四世進軍亞歷山卓，此舉使羅馬元老院擔心這兩個希臘化王國將會統一，當他前進到亞歷山卓的城郊厄琉息斯（Eleusis）時，羅馬大使蓋烏斯·波皮利烏斯·拉埃納斯（Gaius Popillius Laenas）出面干涉這次戰爭，當場要求安條克四世退出埃及、賽普勒斯所有據點以結束這場戰爭，並威脅若不同意，羅馬將會與塞琉古帝國開戰。面對這個最後通牒，安條克推說要與夥友們仔細討論思量後再回答，然而羅馬大使很不客氣地拿著手杖在國王所在的沙地上畫一圓線（Line in the sand around him），把安條克四世包在裡面，並說「在您跨出這圓圈之前，我就要聽到對羅馬元老院的回復」。安條克不得已沉吟半响，被迫接受羅馬撤軍的要求，結束這場戰爭。這一天被亞歷山卓的民眾稱為「厄琉息斯之日」，並定為節日以作紀念。

## 猶太希臘化和大壓迫法令
儘管曾在前169年鎮壓暴動的猶太人，安條克仍沒有成功讓耶路撒冷回復安寧。前167年，耶路撒冷再度发生叛乱，为此安條克四世被迫再派遣將軍阿波羅尼奧斯前去鎮壓，于是將軍在安息日的突襲行动后成功拿下了耶路撒冷。隨後安條克四世決定加強對當地的控制，为此他開始立法讓猶太人希臘化，來巩固希臘化猶太人的勢力。他廢除猶太教的信仰和傳統習俗，並且将之判为非法。另外他還把耶路撒冷聖殿改成希臘宙斯的神殿。一些學者认為，此舉体现出安條克四世獨尊宙斯來建立全帝國共同信仰，并借此強化國力的企圖，而安條克四世时代的錢幣也一反前任君主們使用王室守護神阿波羅的先例为背面图案的惯例，而是以坐姿的宙斯代之。此外他也新建幾座希臘化城市，還重建巴比倫。
安條克還依希臘城邦的模式为耶路撒冷建立了一座衛城阿克拉，並在其内駐军，建立軍事移民；並且強迫猶太人參加希臘節日、膜拜國王並慶祝其生日。
|                  | 不久以後，王派遣一位年老的雅典人，來強迫猶太人背棄祖傳的規誡，不得按照天主的法律生活，並且褻瀆耶路撒冷的聖殿，將聖殿轉獻與奧林比亞則烏斯神，又將革黎斤山上的殿宇，依當地居民的要求，獻與克色尼則烏斯神。這種種邪惡的侵入，實在令人難以忍受。因為聖殿內充滿了外邦人的放蕩和縱飲，他們與娼妓淫歡，甚至在聖殿的圍牆內與女人私通，將犯禁的東西帶入殿內。祭壇上充滿了法律所禁止的不潔之物，並且不准遵守安息日，不准舉行祖傳的慶節，連承認自己是猶太人也不許可。每月遇到國王誕生的那一天，他們都被脅迫參與祭祀；一到彫尼索節，應頭戴長春藤冠，參與慶祝彫尼索的遊行。且因仆托肋買城內居民的唆使，王又向附近受到希臘文化影響的城邑，頒發一道命令，令人以同樣的方式對待猶太人，迫使他們分食祭品。誰若決意不採用希臘風俗，依法處以死刑。從此可知大難已臨頭了。 |
| ——瑪加伯下 6:1–9 | |

### 馬加比起義

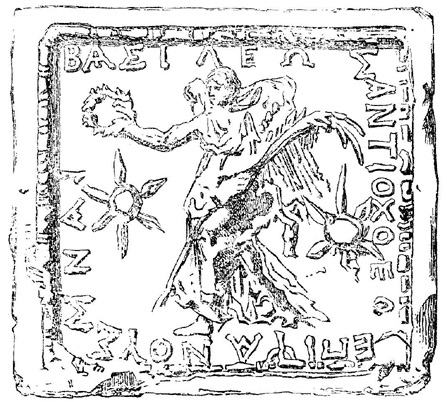
安條克四世的米那（mina）幣

這嚴苛的法令不仅使猶太傳統派的民眾难能忍受，甚至連猶太希臘化派也無法接受。傳統派的猶太祭司瑪他提亞和他的兒子們等一小批人來到鄉間開始反抗塞琉古的統治，意图捍衛猶太教傳統，史称馬加比起義。
在天主教經典瑪加伯上和瑪加伯下兩書的馬加比家族起義，描述他們是因單純反抗異族統治和文化壓迫而起義。然而今日學者則認為正因安條克四世介入耶路撒冷猶太人的希臘化派和傳統派的內戰紛爭 ，才有後來前167年的大壓迫法令，最終導致起義。學者Joseph P. Schultz也谈到：

……另一方面，現代學界認為，馬加比家族起義應不是反抗異族統治和文化壓迫，而是一場猶太人傳統派和改革派之間的內戰。

而在安條克四世介入之前，猶太人傳統派領導者敖尼雅三世（Onias，他仍保留希伯來的名字）就已在與另兩位已改希臘名字且後来都當上大祭司的的希臘化派領袖伊阿宋、墨涅拉俄斯互相爭鬥了。一些學者指出，除了宗教因素外，雙方鬥爭後面還隱含社會和經濟層面的衝突。。兩方爭鬥最後擴大演變成內戰，並迫使安條克四世介入，身為希臘人的他當然支持猶太希臘化派。为应对前169年猶太傳統派的反撲暴動，安條克四世殘酷鎮壓叛亂，但猶太兩方之間的問題仍都無法解決，隨後耶路撒冷又暴動，结果徹底失去耐心的安條克于前167年發布嚴苛的希臘化法令，进一步激起許多猶太人不滿。在之後的馬加比起義中，身為傳統派的猶大·馬加比起義軍也殘殺希臘化派的猶太人，甚至攻打鄰近的希臘化城市。但是，在安條克四世任內，起義軍的影響仍很小，也没有受到安條克足够重視。

## 軍事改革和最後的東征
约于前166年，安條克四世在首都安條克城的近郊達芙妮（daphne）舉辦盛大慶典，而軍事是這場庆典最重要的主題。在典禮一開始的達芙妮閱兵中，安條克展現他帝國正規軍的軍容，最顯眼的就是在隊伍前頭的5000名羅馬風格軍團兵。這可能是安條克四世受到羅馬人的作戰方式影響，以及馬其頓王國滅亡的衝擊而建立的。然而，安條克在閱兵隊伍中仍保有大量傳統馬其頓方陣的部隊。有學者認為这是他後來進行全面的羅馬式軍事改革的前奏，但其他學者則覺得這證據並不能说明馬其頓方陣就将被取代，並認為這支部隊只是安條克的多兵種作戰體系中新的组成部分，或者只是一時的試驗而已。
隨著帝國東方的安息国王米特里達梯一世的實力逐漸增長，北方的亞美尼亞也早已脫離塞琉古的控制。前165年，安條克發起大軍準備遠征，他立自己年幼的兒子安條克五世為共治王，並以呂西阿斯為其攝政，自己率領主力部隊出征，試圖恢復自己父親安條克三世在東方各國的宗主權。安條克四世第一個開刀的对象就是亞美尼亞國王阿爾塔夏一世，他原是安條克三世的總督，後脫離自立。安條克四世在戰場擊敗亞美尼亞的軍隊，甚至俘虜阿爾塔夏一世本人，迫使阿爾塔夏承認塞琉古為宗主國。
之後，安條克四世通過巴比倫尼亞，在秋季來到波斯灣沿岸。他在那裏征服附近的部族，並且重建蘇錫安那的亞歷山卓，更名為蘇錫安那的安條克（Charax Spasinu）。前164年，安條克繼續朝伊朗進軍，但在冬季突然病逝。

## 評價和影響
安條克四世統治時期可視為塞琉古帝國最後一段強盛期，但某種程度來說他也導致帝國的衰亡。從正統來看安條克四世是篡位者，他奪取德米特里一世應有的王位，並且安條克四世病逝后僅留下一位幼子，以致帝國陷入不穩的局面。後來這兩支王系為爭奪王位陷入一連串的內戰，使國勢衰落並敗於安息人之手。
另一方面，安條克對猶太人的鎮壓也使猶太人對他的評價很差，然而除了少數希臘史料外，有關他的資料均需仰賴敵視他的猶太人的經典，如瑪加伯上、下或但以理書等，这些作品将安條克四世描述为一惡人，而这使後來基督教世界也受到影響。

## 腳註
1. ↑  C. Habicht, "The Seleucids and their rivals", in A. E. Astin, et al., Rome and the Mediterranean to 133 B.C., The Cambridge Ancient History, volume 8, p. 341
2. ↑  .   [2013-01-07]. （原始内容存档于2008-11-18）.
3. ↑  Polybius 26.10
4. ↑  M. Zambelli, "L'ascesa al trono di Antioco IV Epifane di Siria," Rivista di Filologia e di Istruzione Classica 38 (1960) 363–389
5. ↑  瑪加伯上 1:20
6. ↑  約瑟夫斯, 猶太戰史 1:1:1–2
7. ↑  Polybius 29.27.4, Livy 45.12.4ff.
8. ↑  瑪加伯上 1:29
9. ↑  瑪加伯下 5:25
10. ↑  瑪加伯下 6:1–12
11. ↑  1 Maccabees 1:30–37; Witherington
12. ↑  Telushkin, Joseph. . W. Morrow. 1991: 114. ISBN 0-688-08506-7.
13. ↑  Johnston, Sarah Iles. . Harvard University Press. 2004: 186. ISBN 0-674-01517-7.
14. ↑  Greenberg, Irving. . Simon & Schuster. 1993: 29. ISBN 0-671-87303-2.
15. ↑  Schultz, Joseph P. . Fairleigh Dickinson Univ Press. 1981: 155. ISBN 0-8386-1707-7.
16. ↑  Gundry, Robert H. . Zondervan. 2003: 9. ISBN 0-310-23825-0.
17. ↑  Freedman, David Noel; Allen C. Myers, Astrid B. Beck. . Wm. B. Eerdmans Publishing. 2000: 837. ISBN 0-8028-2400-5.
18. ↑  Wood, Leon James. . Zondervan. 1986: 357. ISBN 0-310-34770-X.
19. ↑  Tchrikover, Victor. Hellenistic Civilization and the Jews.
20. ↑  Nick Sekunda. Hellenistic infantry reform in the 160's BC .
21. ↑  Bezalel Bar-Kochva. Judas Maccabaeus p.120.
22. ↑  .   [2013-01-08]. （原始内容存档于2011-10-12）.
23. ↑  .   [2013-01-08]. （原始内容存档于2013-05-09）.
24. ↑  .   [2013-01-08]. （原始内容存档于2011-10-16）.